# VEF Irbitis I-14
Irbitis I-14 war die Bezeichnung für den Prototyp eines Trainingsflugzeugs, das 1937 vom lettischen Ingenieur Kārlis Irbītis entworfen und bei der Firma Valsts elektrotehniskā fabrika (VEF) gebaut wurde. Es handelte sich um eine einsitzige Metall-Tiefdecker-Konstruktion mit starrem Fahrwerk, die von einem 200 PS starken 6-Zylinder-Kolbenmotor angetrieben wurde.
Der Prototyp flog zum ersten Mal am 17. November 1937. Daraufhin wurden die ersten Flugtests aufgenommen. Doch bereits am 23. April 1938 kam es bei einem Testflug zu einem Absturz, bei dem der Pilot überlebte, das Flugzeug aber völlig zerstört wurde.
Weitere Prototypen wurden nicht gebaut, das Projekt mündete in den Entwurf des Typs VEF Irbitis I-15.

## Technische Daten
| Kenngröße  | Daten                                                                       |
| ---------- | --------------------------------------------------------------------------- |
| Besatzung  | 1                                                                           |
| Länge      | 7,3 m                                                                       |
| Spannweite | 8,0 m                                                                       |
| Höhe       | 2,0 m                                                                       |
| Triebwerke | ein luftgekühlter Sechszylindermotor Menasco B6S Buccaneer, 200 PS (147 kW) |